# Germanística
Germanística (em alemão: Germanistik) é a disciplina acadêmica da área das ciências humanas que investiga, documenta e teoriza a língua alemã e sua literatura de forma sincrônica e diacrônica. Em um sentido mais amplo ela se insere ainda no ramo da investigação das línguas germânicas munidas de suas culturas e literaturas.

## Origens
Suas origens estão nos esforços de grandes filólogos e estudiosos como os irmãos Grimm, Karl Lachmann, Georg Friedrich Benecke, Wilhelm Scherer, Friedrich von der Hagen, dentre outros, que contribuíram para seu estabelecimento como ciência e disciplina acadêmica.
No século XVIII "germanistas" eram os especialistas em direito germânico, em contraposição aos "romanistas", juristas especializados em direito romano. Os esforços pela unificação da Alemanha através de uma identidade e língua comuns impulsionaram o desenvolvimento da disciplina.

## A Germanística moderna
A Germanística moderna se compõe de três semidisciplinas: Linguística, Literatura alemã moderna e Medievalística.
Nos anos de 1980, devido à sua expansão internacional, a Germanística foi dividida em nacional (Inlandsgermanistik) e internacional (Auslandsgermanistik).